# جيمس دبليو. بوردن
جيمس دبليو. بوردن (بالإنجليزية: James W. Borden)‏ هو دبلوماسي أمريكي، ولد في 5 فبراير 1810، وتوفي في 25 أبريل 1882.